# مقبل‌السلطنه خراسانی
میرزا ابوتراب‌خان مقبل‌السلطنه خراسانی از شخصیت‌های مشهور ترشیز بود. وی در سال ۱۲۴۴ ه‍. ش / ۱۲۸۲ ه‍. ق در شهر ترشیز (کاشمر کنونی) متولد و در سن ۶۶ سالگی در سال ۱۳۱۰ ه‍. ش / ۱۳۵۰ ه‍. ق در شهر مشهد درگذشت.
حاجی میرزا ابوتراب نخستین فرد از خاندان اقبال است و به القاب اقبال‌التولیه و مقبل‌السلطنه مفتخر شد، و فرزند عبدالوهاب ترشیزی بود. وی در سال ۱۳۰۲–۱۳۰۰ بعنوان نماینده حوزه انتخابیه ترشیز در دوره چهارم در مجلس شورای ملی حضور یافت.

## میراث

### خانه
خانه وی مربوط به دورهٔ قاجار است و در مشهد، محلهٔ سراب، بازارچهٔ سراب، پ۲۲ واقع شده و این اثر در تاریخ ۲۴ تیر ۱۳۸۲ با شمارهٔ ثبت ۹۲۵۰ به‌عنوان یکی از آثار ملی ایران به ثبت رسیده است.

### فرزندان
فرزندان مقبل‌السلطنه خراسانی به ترتیب سن، عبارت اند از:
- علی اقبال (اقبال السلطان) - ۹ دوره، از دوره هفتم تا دوره پانزدهم، نماینده مجلس شورای ملی بود.
- مرضیه اقبال (تفضلی)
- عبدالعلی اقبال (اقبال الملک)
- عبدالوهاب اقبال - مدتی نایب‌التولیه حرم فاطمه معصومه بود و سپس سناتور شد.
- منوچهر اقبال - از رجال درجه اول حکومت محمدرضا پهلوی به‌شمار می‌رفت و سالیان سال در مشاغل عالی چون نخست‌وزیری، وزارت دربار، مدیرعاملی شرکت ملی نفت ایران و ریاست دانشگاه تهران جای داشت.
- ایران اقبال (ایراندخت) - نمایندگی انجمن شهرستان نیشابور و نیز نمایندگی مجلس شورای ملی در دوره بیست و سوم از حوزه انتخابیه گناباد بود.
- خسرو اقبال - پس از شهریور ۱۳۲۰ است که حزب پیکار و روزنامه نبرد را ایجاد کرد. خسرو اقبال از بنیانگذاران پدیده‌ای است که امروزه به «مطبوعات زنجیره‌ای» معروف شده؛ یعنی با توقیف هر روزنامه امتیاز روزنامه دیگری را به کار می‌گرفت. معروف‌ترین روزنامه‌های وابسته به شبکه مطبوعاتی خسرو اقبال نبرد، ایران ما و داریا بود.
- توراندخت اقبال
- محمدعلی اقبال
- احمد اقبال